# Familia Embraer ERJ
La familia de reactores regionales Embraer ERJ es fabricada por Embraer, compañía aeronáutica brasileña. La familia la componen los modelos ERJ 135, ERJ 140, ERJ 145 y Legacy, siendo el ERJ 145 el más grande de todos. Propulsados por motores turbofán, componen una de las series más populares de la aviación regional, entrando en competencia directa con los Canadair Regional Jet de Mitsubishi Heavy Industries. En junio de 2020 se hizo entrega de la última unidad producida al cliente Air Hamburg.

## Historia

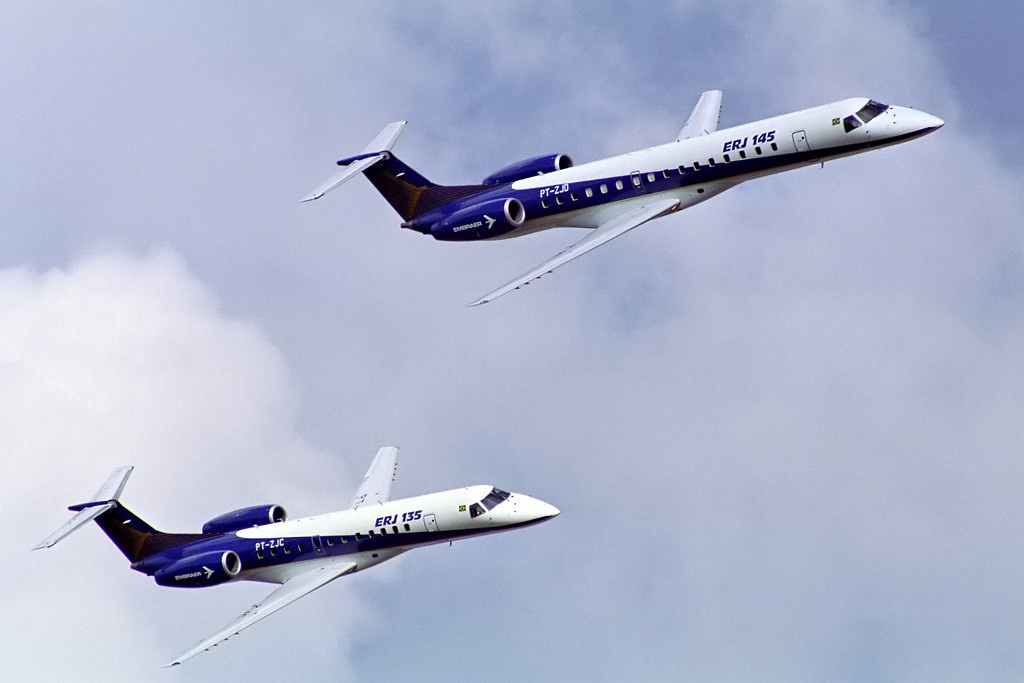
Embraer ERJ 135 y ERJ 145 en el Salón Aeronáutico de Farnborough del año 2000.

### Primeros diseños
El ERJ 145 fue presentado en la Exposición Aérea de París de 1989 como una modificación estirada y a reacción del EMB 120 Brasilia. Las características principales de este diseño son:
- Alas con winglets
- Motores montados a ambos lados del fuselaje
- 2500 km de alcance
- Comparte un 75 % de los componentes con el Brasilia.

### Diseño intermedio
En 1990, los ingenieros de Embraer notaron que los resultados de los ensayos en el túnel de viento eran menos que satisfactorios, comenzaron a considerar diferentes modificaciones a partir del EMB 120. La modificación propuesta incluía un ala ligeramente flechada (22.3°) con winglets, así como motores montados bajo el ala. Este segundo diseño mostró un desempeño aerodinámico marcadamente mejor, pero la combinación de alas flechadas y motores bajo el ala requería un tren de aterrizaje inusualmente más alto y por consiguiente pesado.

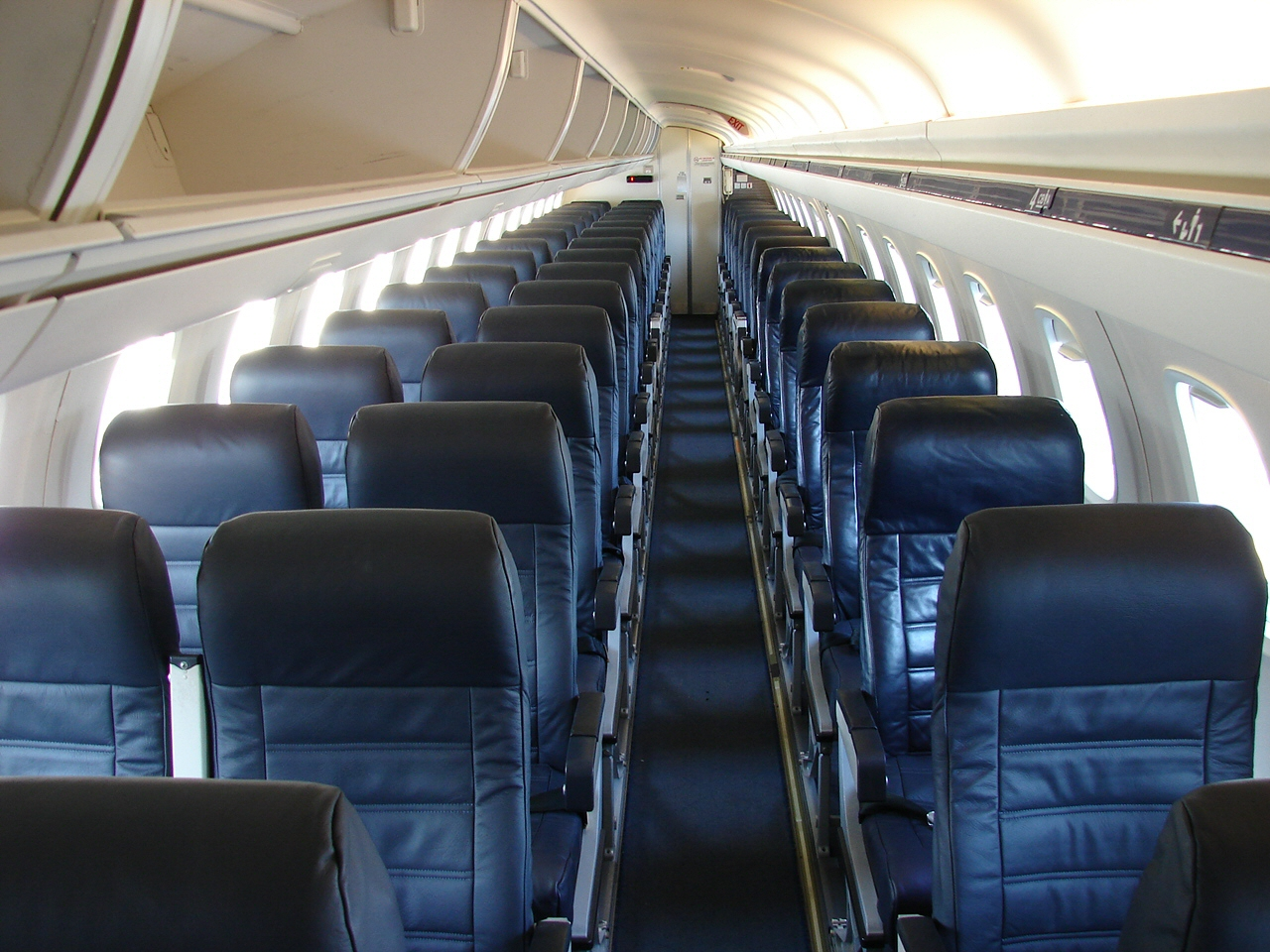
Cabina económica 1-2

### Diseño de producción
El segundo diseño parecía dar un rendimiento aún mejor en el túnel de viento, pero la combinación de las nuevas alas con los motores montados en ellas obligaba a equipar al avión de un tren de aterrizaje mayor de lo pensado. Este diseño fue evolucionando hasta finales de 1991, momento en que su desarrollo fue detenido. Aunque el avión sufrió varias modificaciones hasta su finalización, mantuvo ciertos rasgos del EMB 120, tales como la configuración de asientos 2+1. Las características principales de este diseño son:
- Motores traseros
- Alas sin winglets
- Cola en "T"
- 2500 km de alcance

### Modelos derivados
El ERJ 140 está basado en el ERJ 145, con el que comparte un 96 % de piezas. Las únicas diferencias significativas son un fuselaje más corto y un motor ligeramente menos potente pero con mayor alcance. En el momento de su lanzamiento, Embraer estimó el coste de un ERJ 140 en unos 15,2 millones de dólares USA y el del proyecto completo en 45 millones. El ERJ 135, que entró en servicio en 1999, comparte un 95 % de piezas con el ERJ 145 pero es 3,6 m más corto.
El ERJ 145 cuenta con 50 plazas, mientras que el ERJ 140 tiene 44 y el ERJ 135, 37. El ERJ 140 fue diseñado con menos plazas para satisfacer las necesidades de las aerolíneas estadounidenses, las cuales tenían un acuerdo con los sindicatos de pilotos sobre la cantidad de aviones de 50 plazas que podían ser operados por las compañías.
En 2003 Embraer firmó un acuerdo con el Harbin Aviation Industry Group de Harbin, China. La compañía resultante, Harbin Embraer, comenzó a producir el ERJ 145 para el mercado chino montando kits prefabricados para otras operaciones comerciales de Embraer en el mundo.
En junio de 2020 se hizo entrega de la última unidad producida al cliente Air Hamburg.

## Componentes

### Electrónica
| Sistema                            | País                      | Fabricante         | Notas     |
| ---------------------------------- | ------------------------- | ------------------ | --------- |
| Sensores AoA                       |                           |                    | 2         |
| TAWS                               | Bandera de Estados Unidos | AlliedSignal       |           |
| ACAS II (opción)                   | Bandera de Estados Unidos | ACSS               | TCAS II   |
| ACAS II (opción 1997)              | Bandera de Estados Unidos | ACSS               | TCAS 2000 |
| Transpondedor (opción)             | Bandera de Estados Unidos | Honeywell          | XS-852    |
| Transpondedor (opción)             | Bandera de Estados Unidos | Honeywell          | RCZ-8XX   |
| Sistema de gestión del vuelo (FMS) | Bandera de Estados Unidos | Universal Avionics |           |

## Operaciones
El primer vuelo del ERJ 145 tuvo lugar el 11 de agosto de 1995, y la primera entrega en diciembre de 1996 a ExpressJet Airlines (entonces filial regional de Continental Airlines). ExpressJet es el mayor operador del ERJ 145, con 270 de los casi 1000 ERJ 145 en servicio. El segundo mayor operador es American Eagle, con 206 ERJ 145. Chautauqua Airlines también opera 95 ERJ 145 mediante sus alianzas con American Connection, Delta Connection, US Airways Express y United Express. El coste medio para una aerolínea por cada ERJ es de 2,5 millones de dólares USA al año. 
A principios de 2005 había construidos 74 ERJ 140, con importantes pedidos de varias aerolíneas. Aunque la denominación comercial de este avión es ERJ 140LR, tanto la denominación interna de Embraer como la oficial para FAA (Aviación Civil de los Estados Unidos) es EMB 135KL.
El ERJ 140 fue presentado en septiembre de 1999 y realizó su primer vuelo el 27 de junio de 2000, entrando en servicio en julio de 2001. American Eagle Airlines, subsidiaria regional de American Airlines, opera la mayoría de los ERJ 140s construidos. Mesa Airlines y Chautauqua Airlines también operan el ERJ 140 en un número considerable de rutas.
Satena, la aerolínea estatal que integra a Colombia, cuenta en la actualidad con 2 equipos Embraer ERJ 145 de 50 pasajeros que opera en las rutas nacionales de la compañía, y en este año espera agregar más de este modelo a su flota aérea.

### Modelos

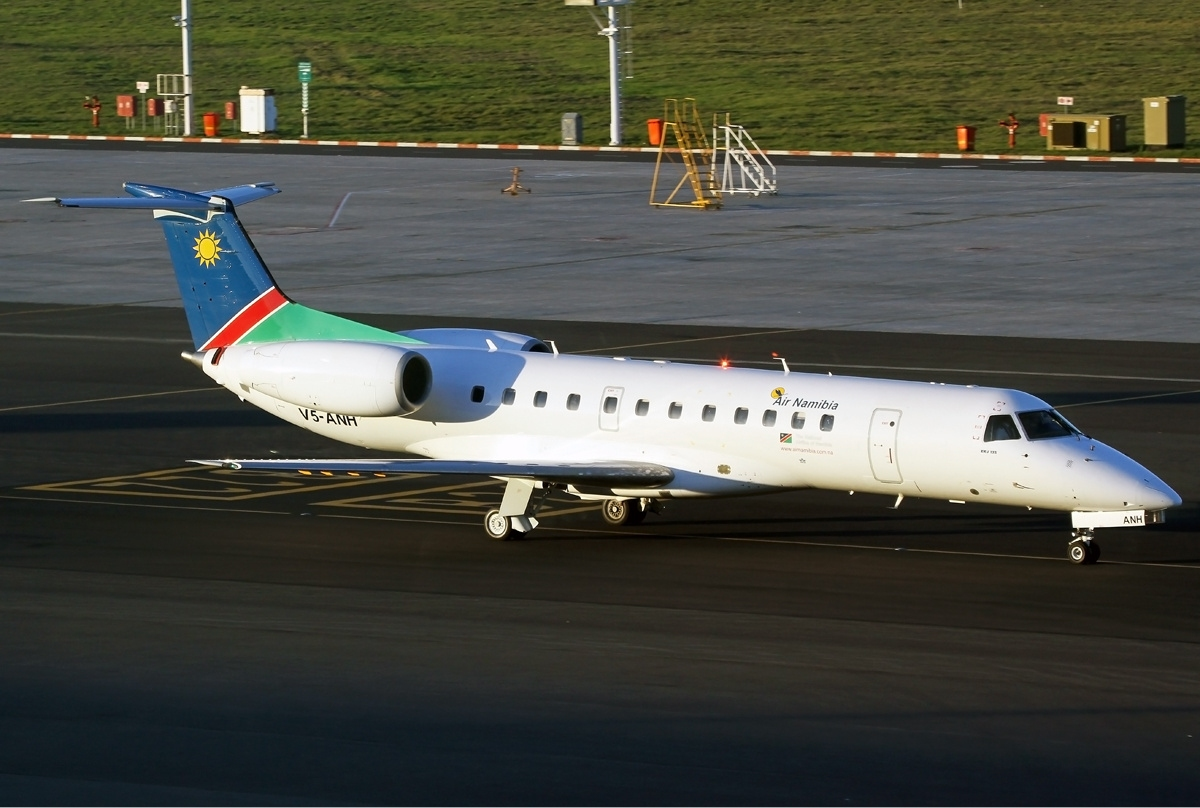
Embraer ERJ 135ER de Air Namibia.

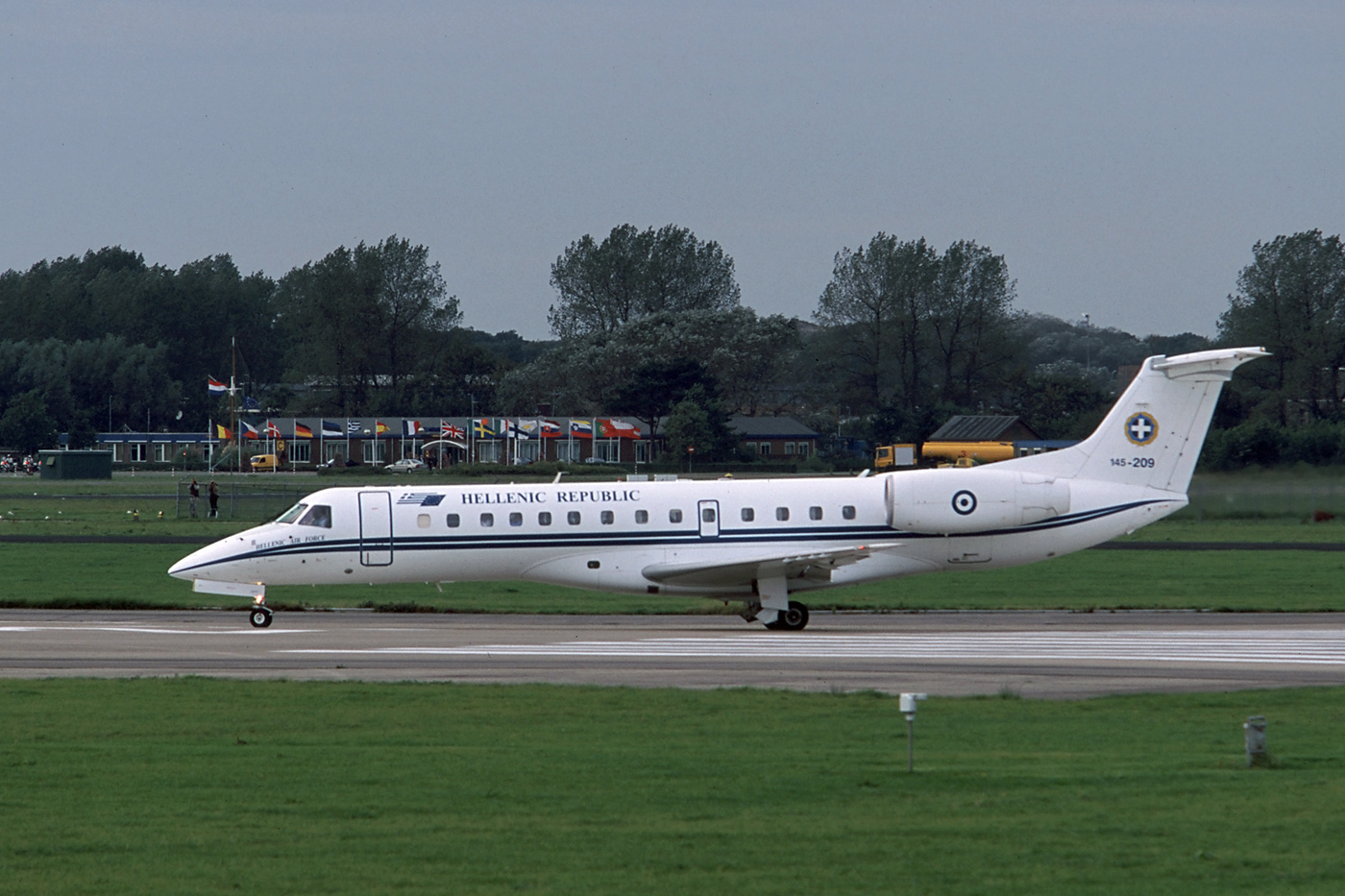
EMB-135LR de la Fuerza Aérea Griega partiendo de la base de Valkenburg en 2004

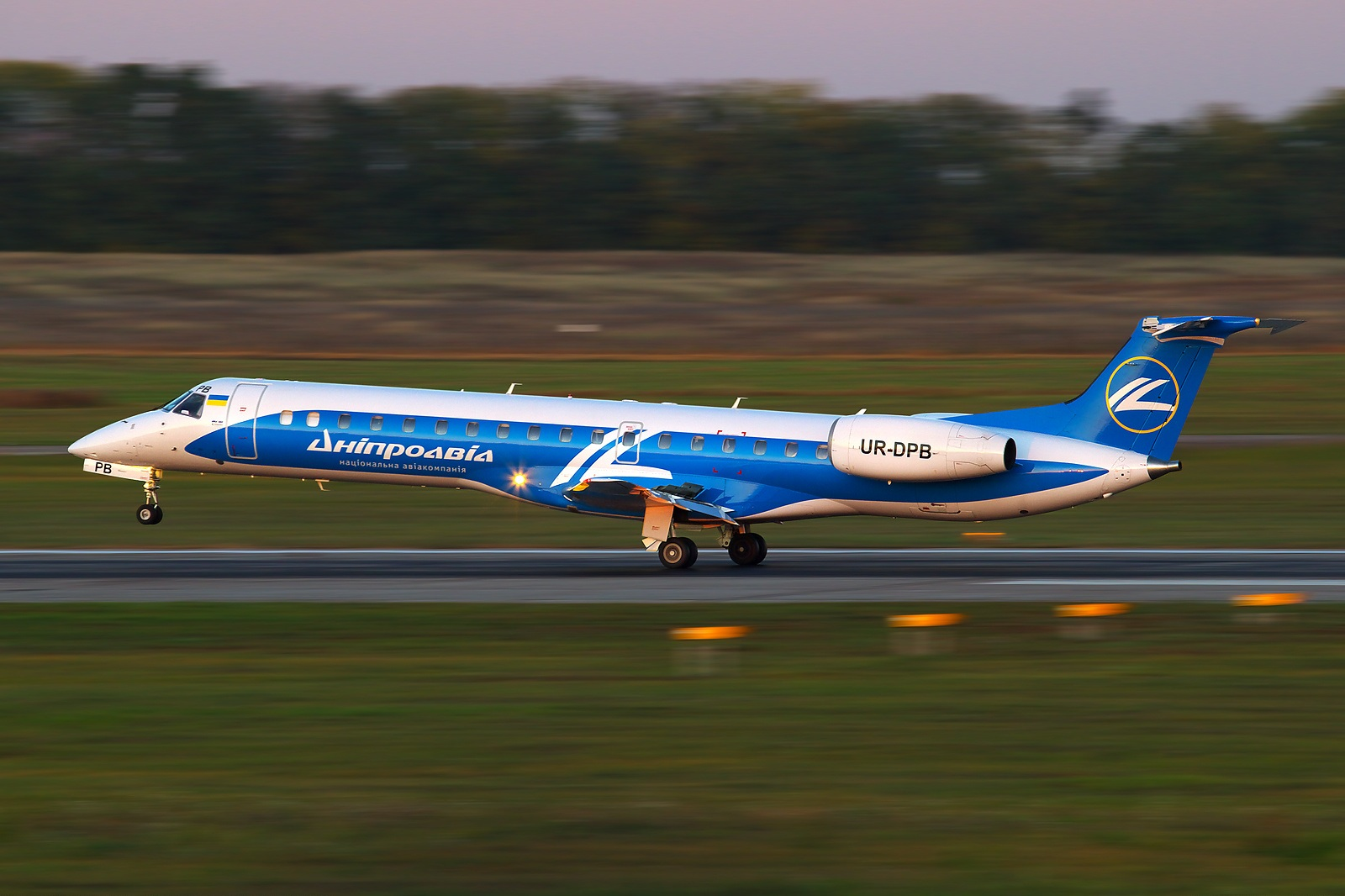
Embraer ERJ 145LR de Dniproavia aterrizando en el aeropuerto de Kiev.

Desde que la producción del modelo original comenzó en 1995, Embraer ha fabricado un gran número de modificaciones del primer diseño para satisfacer las necesidades de sus clientes. 

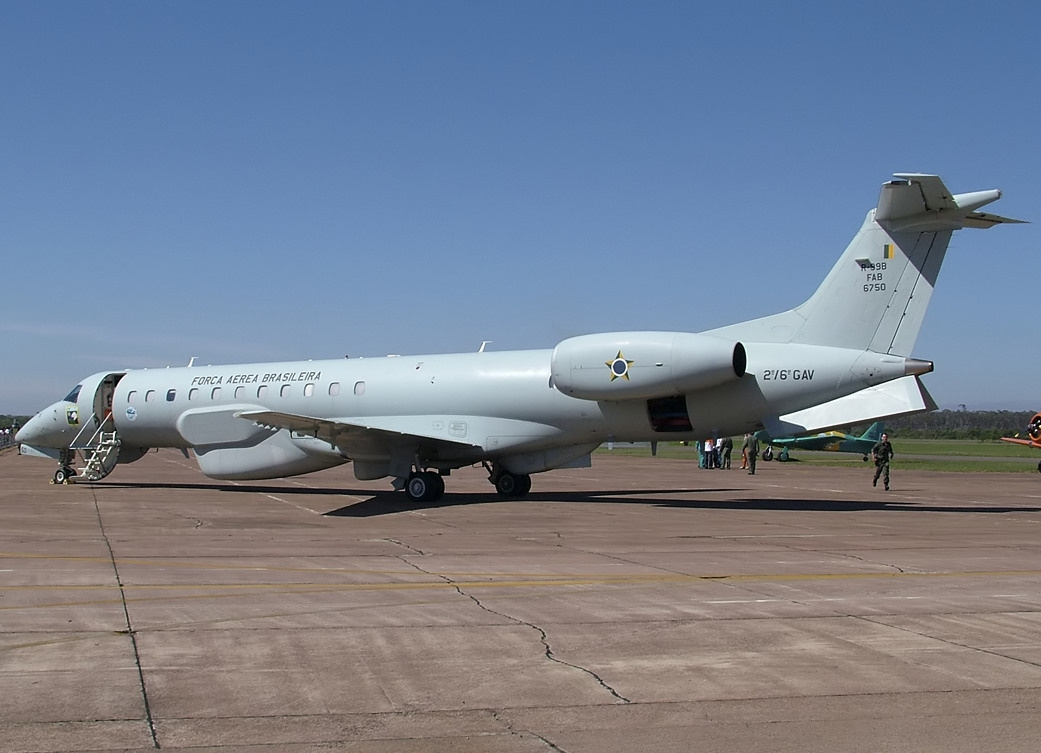
EMB-145RS R-99B de la Fuerza Aérea Brasileña

#### Modelos civiles
Hay tres versiones de alcance extendido del ERJ-145, todas ellas de 50 plazas, que aparecen entre las que se listan abajo:

##### ERJ 135ER
Versión de alcance extendido diseñada sobre la base del 135.

##### ERJ 135LR
Versión de largo alcance (mayor capacidad de combustible y motores mejorados).

##### ERJ 140ER
Simple reducción del ERJ 145, con 6 plazas menos (44 pasajeros).

##### ERJ 140LR
Versión de largo alcance (mayor capacidad de combustible y motores mejorados).

##### ERJ 145STD
Diseño original.

##### ERJ 145EU
Modelo para el mercado europeo. Misma capacidad de combustible que el 145STD (4174 kg) pero mayor peso máximo al despegue (19 990 kg).

##### ERJ 145ER
Versión de alcance extendido del modelo original.

##### ERJ 145EP
Misma capacidad de combustible que el 145ER (4174 kg) pero mayor peso máximo al despegue (20 990 kg).

##### ERJ 145LR
Versión de largo alcance (mayor capacidad de combustible y motores mejorados).

##### ERJ 145LU
Misma capacidad de combustible que el 145LR (5187 kg) pero mayor peso máximo al despegue (21 990 kg).

##### ERJ 145MK
Misma capacidad de combustible, peso máximo al aterrizaje y peso máximo al despegue que el 145STD (4174 kg), pero peso máximo sin combustible de 17 700 kg.

##### ERJ 145XR
Versión de alcance extralargo (numerosas mejoras aerodinámicas para ahorrar combustible, un tanque de combustible en la cola añadido a los dos principales situados en las semi-alas, mayores pesos, mayor velocidad máxima y motores más potentes).

##### Legacy
La variante ejecutiva es una versión especial desarrollada a partir del ERJ135.

##### Mismo motor, distintas prestaciones
Los motores propiamente son los mismos en todas las versiones (Rolls-Royce AE 3007), sin embargo, el sistema de control FADEC (Full Authority Digital Engine/Electronic Control) marca la diferencia entre los diferentes modelos en cuanto a capacidad total de empuje. La versión de alcance extendido, el ERJ-145ER, monta motores Rolls Royce AE 3007A de 31,3kN de empuje; la versión de largo alcance ERJ-145LR está equipada con motores Rolls Royce AE 3007A1, que desarrollan un 15 % más de potencia y 33,1 kN de empuje para mejorar el ascenso y el viaje en ambientes cálidos; la versión de alcance extralargo ERJ-145XR está equipada con los motores Rolls-Royce AE 3007A1E, caracterizados por un menor consumo de combustible y rendimiento mejorado en condiciones cálidas. Realmente las denominaciones AE 3007A, AE 3007A1 y AE 3007A1E corresponden a un mismo motor, refiriéndose cada una a la versión del sistema FADEC que tienen instalado.

##### Versatilidad para la tripulación
Pese a la gran cantidad de versiones, los pilotos solo necesitan una única certificación conjunta ERJ135/140/145 para manejarlas, algo de lo que se aprovechan compañías como ExpressJet Airlines, que de este modo posee una flota de corto, medio y largo alcance que puede ser pilotada por cualquiera de sus tripulaciones. Este tipo de certificados conjuntos permite a las compañías ahorrar bastante dinero en formación, haciendo a los aviones de Embraer si cabe aún más atractivos en el mercado. Otras constructoras, como Airbus, llevan explotando esta posibilidad desde hace ya muchos años, mientras que otras como Boeing no les ha resultado tan beneficioso.

#### Modelos militares

##### C-99A
Versión de transporte

##### Embraer 145 AEW&C(E-99)
Versión de alerta aérea temprana.

##### Embraer 145 MULTI INTEL(R-99)
Versión de detección remota.

##### Embraer 145 MP(P-99)
Versión de vigilancia marítima.

## Operadores

### Usuarios Civiles

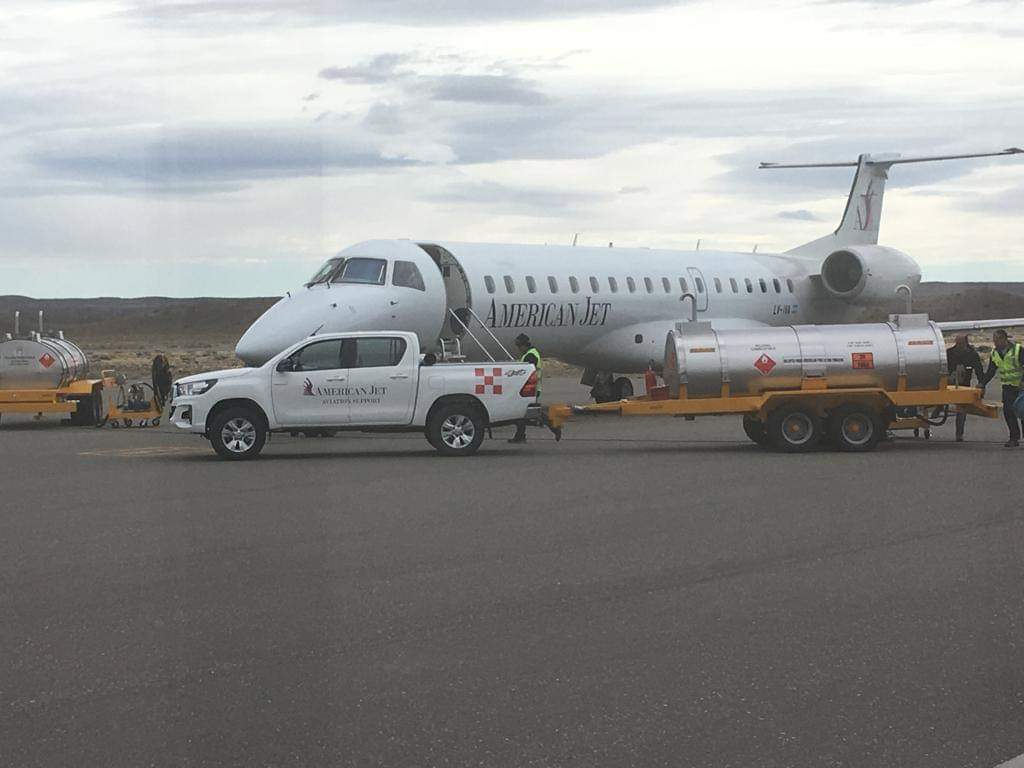
Embraer ERJ 145 de American Jet en el Aeropuerto Jalil Hamer.

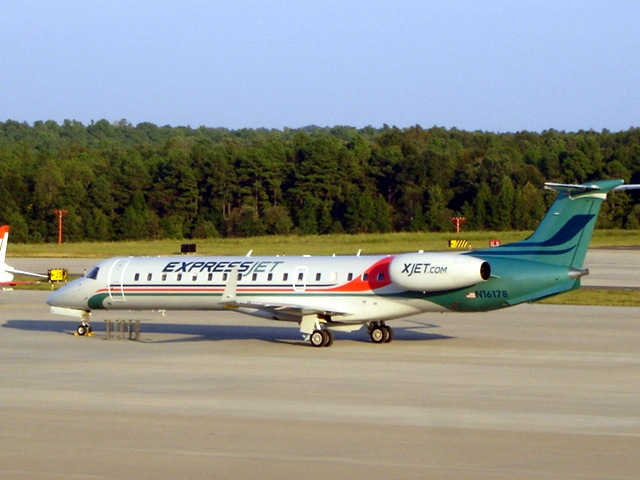
Un ERJ 145 de ExpressJet Airlines, equipado con winglets, en el Aeropuerto Internacional de Raleigh-Durham.

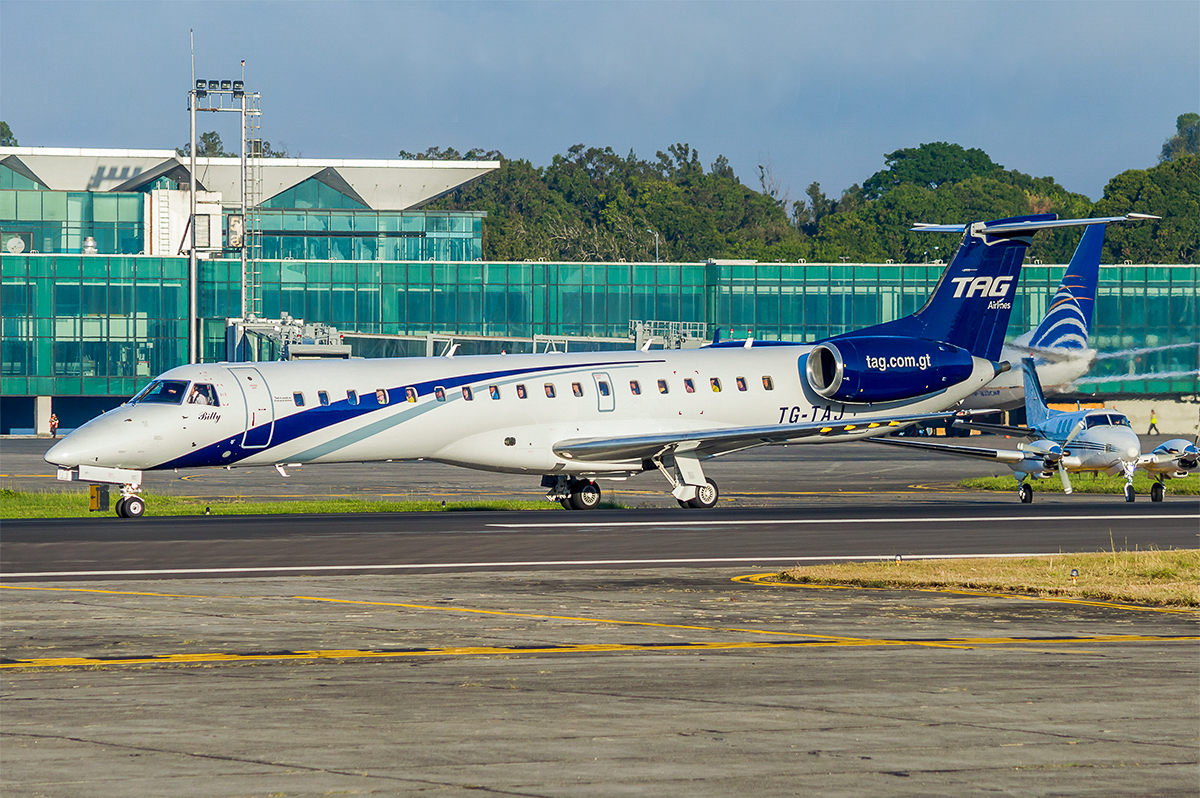
Embraer ERJ 145 LR de TAG Airlines en el Aeropuerto Internacional La Aurora.

Los principales usuarios civiles con estas aeronaves alrededor del mundo, a fecha de abril de 2020 son los siguientes, habiendo en servicio 836 aeronaves:
- JetSuiteX: 77[9]
- CommutAir: 63[10]
- Piedmont Airlines: 61[3]
- Airlink: 27[11]
- Air Hamburg: 22[12]
- Contour Aviation: 15[13]
- Amelia International: 13[14]
- Loganair: 13[15]
- Transportes Aéreos Regionales: 12[16]
- United Nations: 8[17]
- Lufthansa : 8[18]
- Air Peace: 8[19]
- Solenta Aviation: 7[20]
- Western Air: 6[21]
- VallJet: 6[22]
- Westair Aviation: 6[23]
- Star Air: 5[24]
- Avcon Jet: 5[25]
- ABS Jets: 4[26]
- United Nigeria: 4[27]
- Trans States Airlines: 4[28]
- London Executive Aviation: 4[29]
- Flexjet: 4[30]
- Cronos Airlines: 4[31]
- Calafia Airlines: 4
- Luxaviation United Kingdom: 3[32]
- ATA Airlines Iran: 3[33]
- Sarpa: 3[34]
- interCaribbean Airways: 3[35]
- Sky High Aviation Services: 5[36]
- Pouya Air: 3[37]
- Key Lime Air: 3[38]
- Air X Charter: 3[39]
- Windrose Airlines: 3[40]
- Moçambique Expresso: 3[41]
- China Eastern Airlines: 2[42]
- Mahan Air: 2[43]
- Airfast Indonesia: 2[44]
- Premiair: 2[45]
- Menard: 2[46]
- Max Air: 2[47]
- Sterling Airways: 2[48]
- Comlux KZ: 2[49]
- Air Pink: 2[50]
- OTT Airlines: 2[51]
- ANAP Jets: 2[52]
- Denver Air Connection: 2[53]
- Flight Options: 2[54]
- Sahara African Aviation: 2[55]
- LASA: 5
- AlpAvia: 2 [56]
- Via Airlines: 2[57]
- Ultimate Jetcharters: 2[58]
- Air Taraba: 2
- Aero Mongolia: 2[59]
- Cronos Airlines: 2
- Satena: 2
- American Jet: 2[60]
- IBC Airways: 1[61]
- MJet: 1[62]
- Aero: 1[63]
- Aero UK: 1[64]
- Embraer Executive Aircraft: 1[65]
- Airpink: 1[66]
- Bristow: 1[67]
- XE Jet: 1[68]
- Air Charter Scotland: 1[69]
- Air Haking: 1[70]
- AeroJet: 1[71]
- Fly Angola: 1[72]
- Falcon Aviation Services: 1[73]
- Diexim Expresso: 1[74]
- Mauritania Airlines: 1[75]
- Overland Airways: 1[76]
- TAG Transportes Aéreos Guatemaltecos: 1[77]

### Usuarios militares

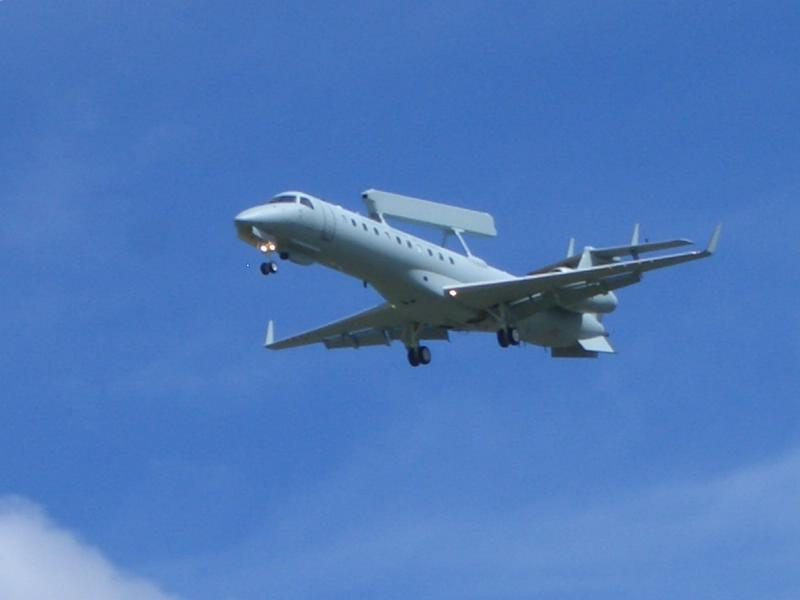
EMB-145 R-99A Erieye de la Fuerza Aérea Mexicana

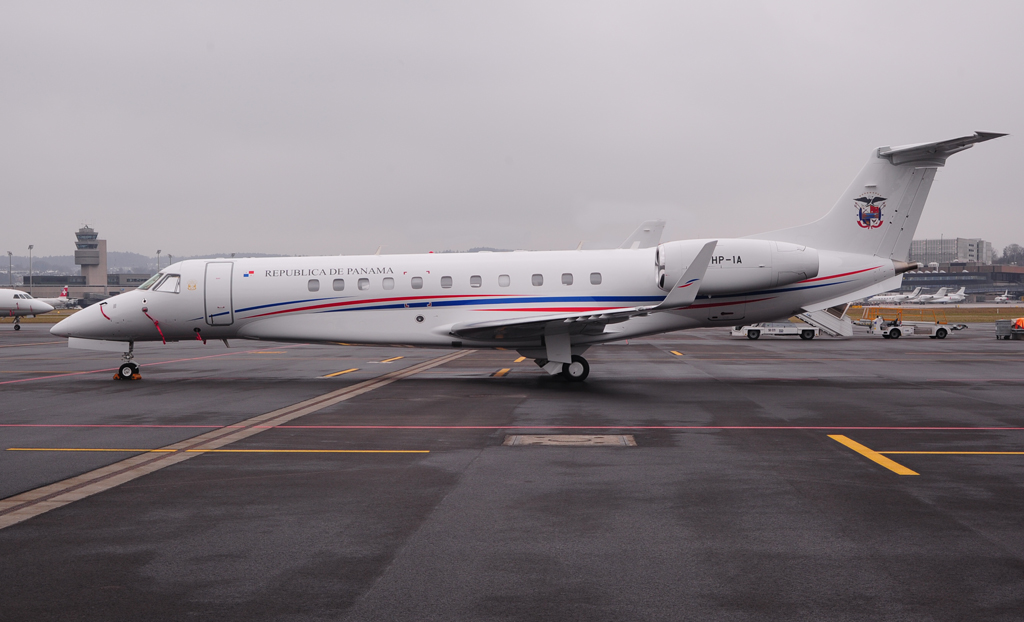
Embraer EMB-135BJ de la Presidencia de Panamá

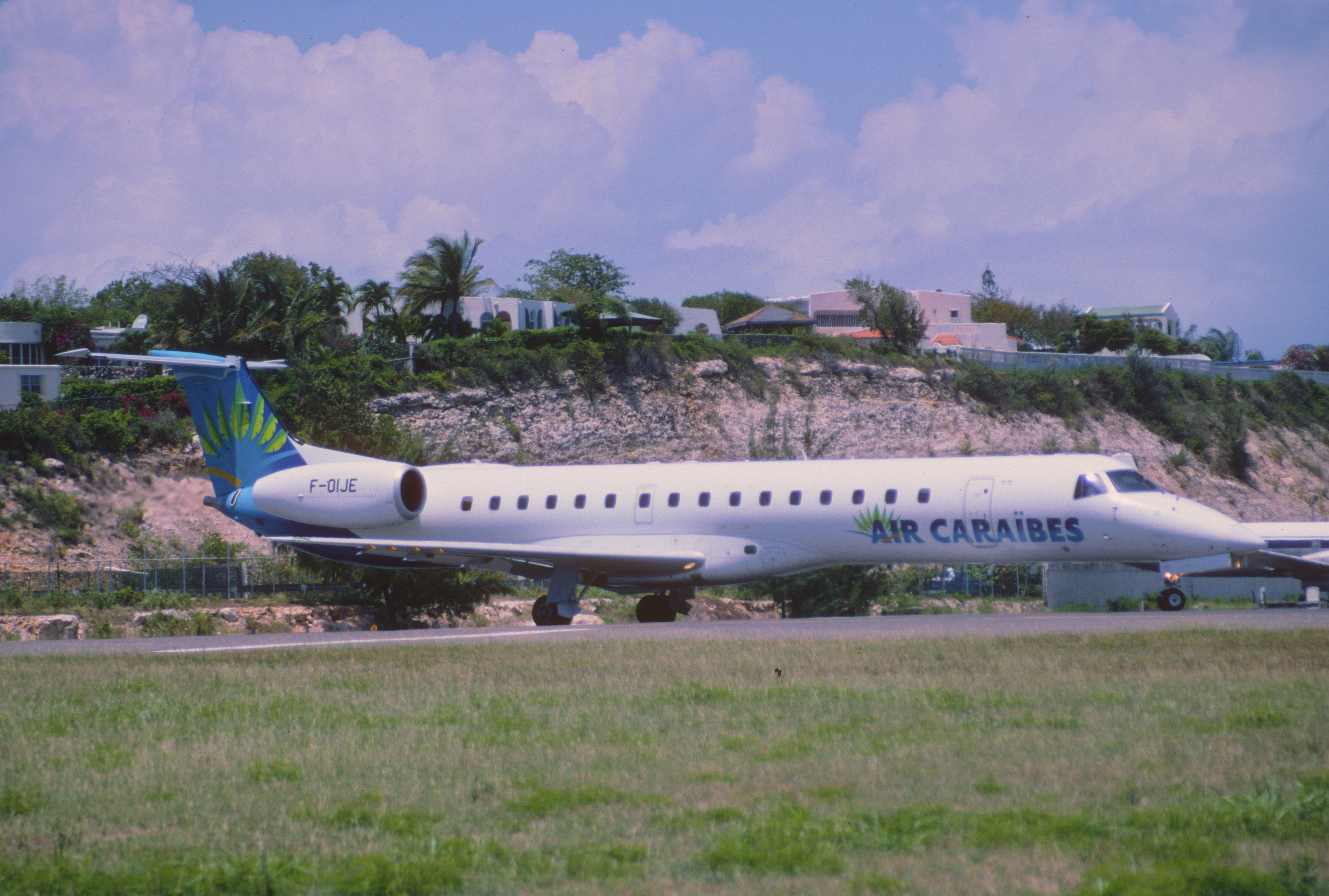
ERJ-145MP de Air Caraïbes en el Aeropuerto Internacional Princesa Juliana en 2003

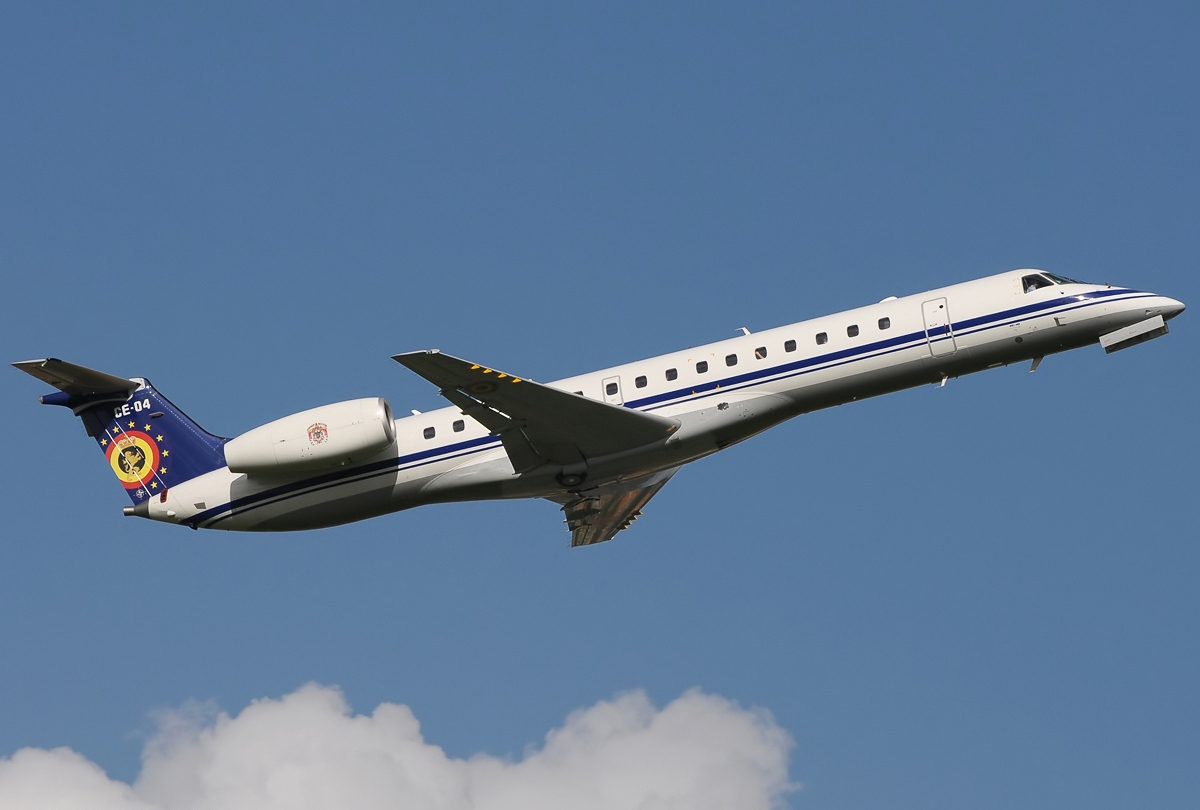
ERJ-145LR del Componente Aéreo del Ejército Belga

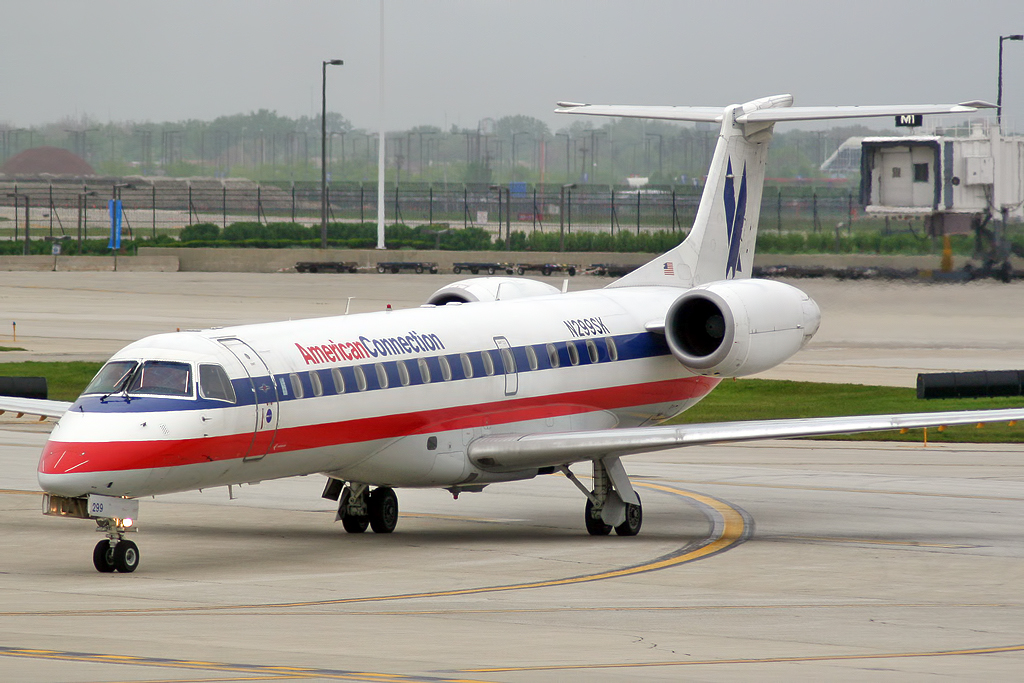
ERJ 140LR de Chautauqua Airlines, operando para American Connection.

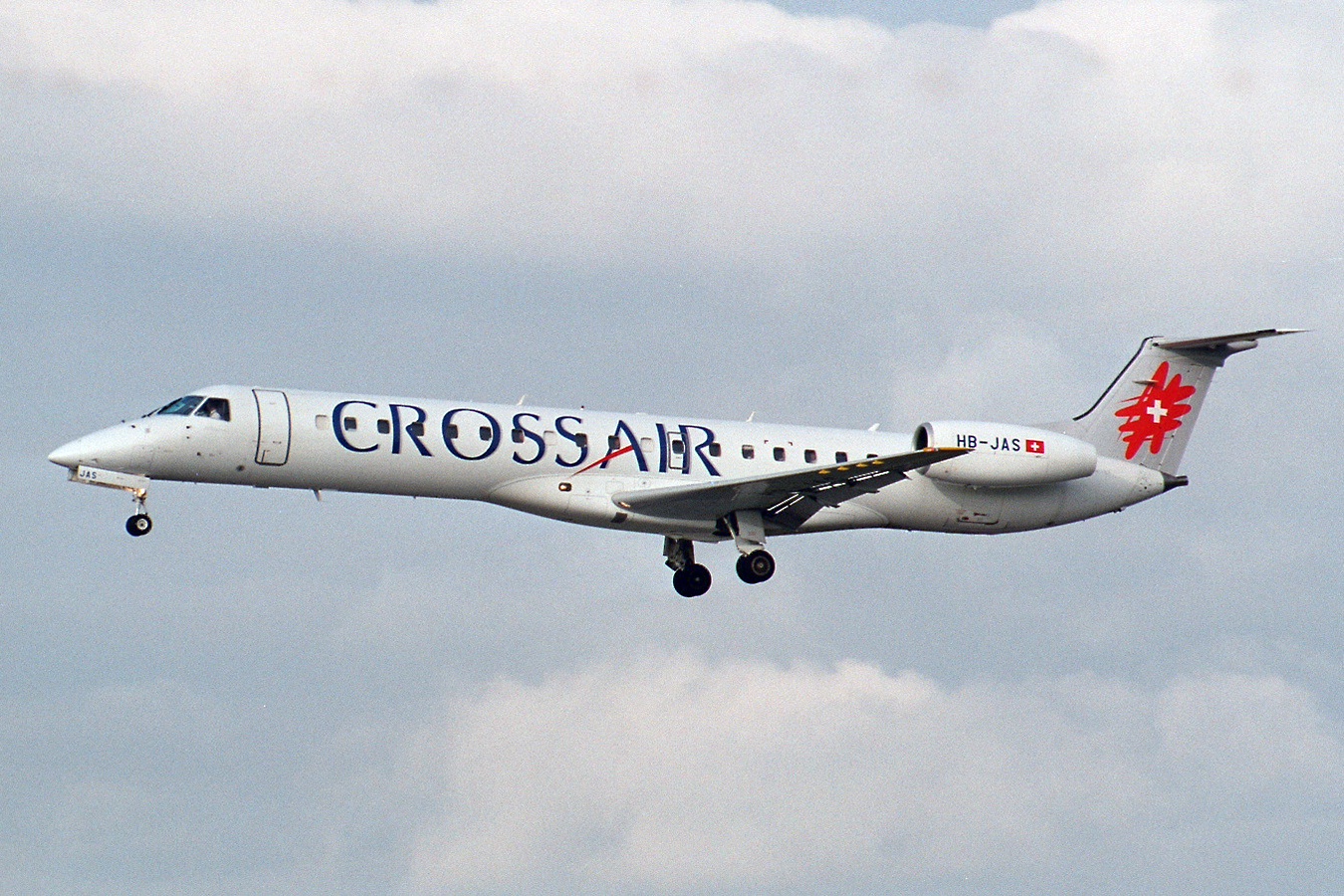
ERJ-145LU de Crossair en el aeropuerto de Zúrich

Angola
- Fuerza Aérea Nacional de Angola

 Argentina
- Fuerza Aérea Argentina [78]

 Brasil
- Fuerza Aérea Brasileña

 Ecuador
- Fuerza Aérea Ecuatoriana

 Grecia
- Fuerza Aérea Griega

 India
- Fuerza Aérea India

 México
- Fuerza Aérea Mexicana

 Tailandia
- Ejército Real Tailandés
- Armada Real Tailandesa[79]

 Panamá
- Presidencia de la República

### Antiguos Operadores

#### África
Gambia
- Mid Africa Aviation (1)[80]

 Mali
- Sky Mali (1)[81]

 Namibia
- Air Namibia: (4)[82]

 Sudáfrica
- Titan Helicopters Group (1)[83]

 Sudán
- Badr Airlines (2)[84]

#### América
Brasil
- Rio Sul (16)[85]
- Lynx Taxi Aéreo (2)[86]

 Estados Unidos
- ExpressJet Airlines (294)[2]
- Envoy Air (177)[1]
- Chautauqua Airlines (105)[87]
- Trans States Airlines (103)[88]
- Mesa Airlines (36)[89]
- Flight Options (14)[54]
- Peed Aviation (2)[90]
- Meadow Lane Air Partners LLC (2)[91]
- Republic Airlines (2)[92]
- ConocoPhillips Aviation Alaska (1)[93]

 México
- Aeroméxico Connect (40)[94]
- FlyMex (2)[95]

#### Asia
Corea del Sur
- Air Philip (4)[96]

 China
- Tianjin Airlines (25)[97]
- China Southern Airlines (6)[98]
- Sichuan Airlines (5)[99]
- Hebei Airlines (5)[100]
- Sparkle Roll Jet (SR Jet) (1)[101]

 Hong Kong
- JetSolution (1)[102]

 Indonesia
- Airfast Indonesia (2)[44]

#### Oceanía
Australia
- JetGo Australia (6)[103]

 Papúa Nueva Guinea
- Air Niugini (1)[104]

#### Europa
Alemania
- Cirrus Airlines (8)[105]
- DC Aviation (6)[106]

 Austria
- 360 Aviation Austria (1)[107]

 Bélgica
- Componente Aéreo del Ejército Belga (4)[108]
- Brussels Airlines (1)[109]

 España
- Air Europa (1)[110]
- Privilege Style (1)[111]

 Francia
- Air France Hop (23)[112]
- Regourd Aviation (7)[113]
- Air Caraïbes (2)[114]

 Irlanda
- GainJet Ireland (1)[115]

 Italia
- Proteus Airlines (15)[116]
- Sirio (1)[117]

 Luxemburgo
- Luxair (13)
- Global Jet Luxembourg (3)[118]

 Malta
- Maleth-Aero (1)[119]
- Jet Aviation Flight Services (Malta) (1)[120]
- Hyperion Aviation (1)[121]

 Moldavia
- Air Moldova (1)[122]

 Polonia
- LOT Polish Airlines (14)[123]

 Portugal
- Portugália (8)[124]

 Reino Unido
- Eastern Airways (12)[125]
- British Midland (8)[126]
- Hermitage Air (1)[127]

 Rusia
- Sirius-Aero (4)[128]

 Suiza
- Crossair
- Swiss International Air Lines (25)[129]

 Ucrania
- Dniproavia (23)[130]

## Accidentes e incidentes
El ERJ 145 tiene una hoja de servicios sobresaliente, en la que no se ha tenido que registrar ningún accidente mortal debido a averías mecánicas. Apenas hay algunos incidentes en los que se haya visto involucrado el ERJ 145: 
- Un piloto de la compañía Rio Sul Serviços Aéreos Regionais descendió demasiado rápido e intentó aterrizar a una velocidad significativamente mayor de la normal. La sección de cola se dobló y se fue arrastrando por la pista.
- Un vuelo de ExpressJet se quedó sin pista durante un aterrizaje con fuertes vientos en Cleveland; no hubo heridos y el avión volvió al servicio.
- Otro avión de ExpressJet se estrelló durante el despegue en Beaumont, Texas, al iniciar un vuelo de entrenamiento; el avión se perdió por completo, pero tampoco hubo heridos.
- El 9 de abril de 2006 un ERJ de American Eagle que volaba a Dallas sufrió un fallo en un motor 10 minutos después de despegar, por lo que tuvo que hacer un aterrizaje de emergencia. No hubo heridos.
- El 2 de mayo de 2006 dos ERJ 145 se vieron envueltos en sendos accidentes. En el primer incidente un avión de Continental Express sufrió un reventón de una rueda del tren de aterrizaje al despegar del Aeropuerto Internacional George Bush de Houston, Texas, el avión consiguió aterrizar de forma segura sin heridos.[131] En el segundo incidente un vuelo de American Eagle también sufrió un reventón en una rueda durante el despegue en el Aeropuerto Internacional Chicago-O'Hare. El avión se deslizó fuera de la pista unos 8 metros sobre la hierba. Tampoco hubo heridos.[132]
- Un avión de BA Citiexpress se salió de pista aterrizando en Hannover sin heridos.
- El 18 de junio de 2006 ocurrió otro incidente con un ERJ-145 de Continental Express; el vuelo 2482 realizó un aterrizaje de emergencia en Victoria, Texas, tras un incendio en un motor que llenó la cabina de humo.[133]
- El 21/01/2010 el vuelo 2051 de Aeroméxico Connect (XA-WAC) procedente de Hermosillo (HMO), se despistó en el Aeropuerto Abelardo L. Rodríguez de Tijuana (TIJ) sin que ninguno de los 36 pasajeros y 3 tripulantes sufrieran heridas.[134]
- El 5 de mayo de 2010 un Embraer-145 de la compañía Satena que cubría la ruta Bogotá-Mitu se salió de la pista al aterrizar debido a las condiciones meteorológicas y a que la pista estaba húmeda cuando ocurrió el accidente. Los 37 pasajeros y tripulación salieron ilesos menos el capitán que salió con heridas menores.
- El 8 de enero de 2012 el vuelo 2053 de Aeromexico Connect procedente de Mexicali con destino a Monterrey, sufre la falla de motor después de hacer una escala en Hermosillo, y reparar el filtro de aceite, lo que provocó el calentamiento de la turbina derecha haciendo que la cabina se llenara de humo. Esto a su vez causó un aterrizaje de emergencia en el Aeropuerto Internacional De Torreón Francisco Sarabia sin que ninguno de los 52 involucrados (pasajeros y tripulación) resultaran heridos.
- El 23 de agosto de 2023 una aeronave Embraer ERJ 135 con número de cola RA-02795, perteneciente a Yevgeny Prigozhin, se estrelló en la región de Tver, Rusia.

## Especificaciones

### Características generales
|                         | ERJ 135                                                                           | ERJ 140                                                                           | ERJ 145                                                                           |
| ----------------------- | --------------------------------------------------------------------------------- | --------------------------------------------------------------------------------- | --------------------------------------------------------------------------------- |
| Tripulación             | 3 (Capitán, Primer Oficial y auxiliar de vuelo)                                   | 3 (Capitán, Primer Oficial y auxiliar de vuelo)                                   | 3 (Capitán, Primer Oficial y auxiliar de vuelo)                                   |
| Capacidad de pasajeros  | 30-37                                                                             | 44                                                                                | 50                                                                                |
| Longitud                | 26.33 m                                                                           | 28.45 m                                                                           | 29.87 m                                                                           |
| Envergadura             | 20.04 m                                                                           | 20.04 m                                                                           | 20.04 m                                                                           |
| Altura                  | 6.76 m                                                                            | 6.76 m                                                                            | 6.76 m                                                                            |
| Superficie alar         | 51.2 m²                                                                           | 51.18 m²                                                                          | 51.18 m²                                                                          |
| Peso vacío              | 11.402 Kg                                                                         | 11.816 Kg                                                                         | 11.947 Kg                                                                         |
| Peso cargado            | 15.600 Kg                                                                         | 17.100 Kg                                                                         | 17.350 Kg                                                                         |
| Peso máximo al despegue | 19.000 Kg                                                                         | 20.100 Kg                                                                         | 20.600 Kg                                                                         |
| Máxima carga            | 4.198 Kg                                                                          | 5.284 Kg                                                                          | 5.153 Kg                                                                          |
| Planta motriz           | 2× Turbofán Rolls-Royce AE 3007 de 33 kN (3365 kgf; 7419 lbf) de empuje cada uno. | 2× Turbofán Rolls-Royce AE 3007 de 33 kN (3365 kgf; 7419 lbf) de empuje cada uno. | 2× Turbofán Rolls-Royce AE 3007 de 33 kN (3365 kgf; 7419 lbf) de empuje cada uno. |

### Rendimiento
- Velocidad nunca excedida (Vne): 0,78 MACH
- Velocidad máxima operativa (Vno): 834 km/h (518 MPH; 450 kt)
- Velocidad crucero (Vc): 0,74 MACH
- Alcance:
  - ERJ 135: 3361 km
  - ERJ 140: 3019 km
  - ERJ 145: 2963 km (4:30 horas seco aprox. ERJ 145LR)
- Techo de vuelo: 11,278 metros (37,000 pies)
- Régimen de ascenso: 2500 FPM (Pies por Minuto)

### Aviónica
- Cabina de mando: Honeywell Primus 1000

### Desarrollos relacionados
- Embraer EMB 120 Brasilia
- Embraer Legacy 600
- Embraer R-99 y P-99

### Aeronaves similares
- Bombardier CRJ100/200
- Fairchild Dornier 328JET
- VFW-Fokker 614
- Yakovlev Yak-40

### Listas relacionadas
- Anexo:Aviones de línea regionales